# Nesslau-Krummenau
Nesslau-Krummenau (toponimo tedesco) è stato un comune svizzero di 3 296 abitanti del Canton San Gallo, nel distretto del Toggenburgo. Era stato istituito il 1º gennaio 2005 con la fusione dei comuni soppressi di Krummenau e Nesslau e soppresso il 31 dicembre 2012; il 1º gennaio 2013 è stato accorpato all'altro comune soppresso di Stein per formare un nuovo comune, per il quale è stato ripristinato il nome di Nesslau.

## Geografia antropica

### Frazioni
- Krummenau
  - Aemelsberg
  - Beieregg
  - Dorf
  - Ennetbühl
  - Neu Sankt Johann
- Nesslau
  - Büel
  - Krümmenschwil
  - Laad
  - Lutenwil
  - Schlatt
  - Schneit